# Tippi
Tippi är en ort i Etiopien.   Den ligger i regionen Southern Nations, i den västra delen av landet, 400 km sydväst om huvudstaden Addis Abeba. Tippi ligger 1 097 meter över havet och antalet invånare är 24 169.
Terrängen runt Tippi är kuperad norrut, men söderut är den platt. Tippi ligger nere i en dal. Runt Tippi är det ganska tätbefolkat, med 80 invånare per kvadratkilometer. Det finns inga andra samhällen i närheten. I omgivningarna runt Tippi växer huvudsakligen savannskog.